# Adobe Acrobat
Az Adobe Acrobat az Adobe Systems által kifejlesztett PDF-megjelenítő, -szerkesztő, -menedzselő programok családja. Egyes programok közülük – a megtekintést és nyomtatást lehetővé tevő Adobe Reader – ingyenesen letölthetők, mások, különösképp a szerkesztőprogram, kereskedelmi szoftverek.

## Támogatott operációs rendszerek
Az Adobe Readert a készítő az elérhető legtöbb operációs rendszerre kidolgozta vagy lehetővé tette vele kompatibilis program kifejlesztését:
- Linux
- Mac OS X
- Windows
- Solaris
- OS/2
- Palm OS
- Pocket PC
- Symbian OS
- Android

A korábbi verziók elérhetőek más platformra is.

## Hasonló alkalmazások
Egyéb, PDF dokumentumok használatára alkalmas szoftverek:
- GPDF
- KPDF
- xpdf
- Evince